# James Douglas, 2. Duke of Queensberry

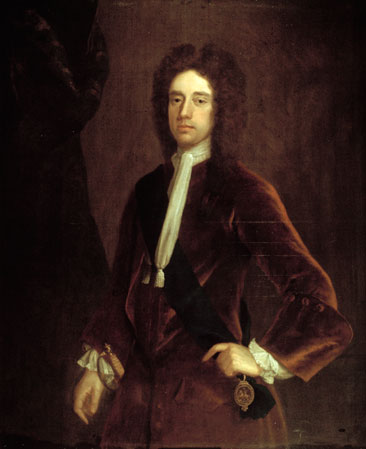
James Douglas, 2. Duke of Queensberry

James Douglas, 2. Duke of Queensberry KG (* 18. Dezember 1672; † 6. Juli 1711), war ein schottischer Adliger und Politiker.
James war der älteste Sohn des William Douglas, 1. Duke of Queensberry, aus dessen Ehe mit Lady Isabel Douglas, Tochter des William Douglas, 1. Marquess of Douglas. Er folgte seinem Vater als Duke of Queensberry im Jahr 1695. Er wurde an der Universität Glasgow ausgebildet und war danach schottischer Privy Councillor. In der Glorious Revolution stand er auf der Seite von König William III.
James Douglas war Lord High Treasurer von Schottland (1693–1695), Keeper of the Privy Seal (1695–1702) und Lord High Commissioner des Parlaments von Schottland. Seit 1702 Secretary of State, trat er 1704 wegen seiner unentschiedenen Haltung gegenüber den Jakobiten von diesem Amt wieder zurück. 1705 wurde er erneut Keeper of the Privy Seal von Schottland und 1709 bis zu seinem Tod Secretary of State von Schottland. 1707 wurde er als schottischer Representative Peer ins neue britische House of Lords gewählt.
1706 gab er die Titel Duke of Queensberry und Marquess of Dumfriesshire an die Krone zurück. Am 17. Juni 1706 bekam er sie neu verliehen, und zwar mit dem besonderen Vermerk, dass sie hinsichtlich der Protokollarische Rangordnung als bereits am 3. Februar 1684 verliehen gelten sollten und dass sie nach seinem Tod zunächst an seinen drittgeborenen Sohn Charles Douglas und dessen männliche Nachkommenlinie und nach deren Aussterben an die männlichen oder weiblichen Nachkommen seines Urgroßvaters, des 1. Earls of Queensberry, vererbbar sein sollten.
Am 26. Mai 1708 wurde er in der Peerage of Great Britain zum Duke of Dover, Marquess of Beverley und Baron Ripon erhoben und erhielt damit unmittelbar einen Sitz im britischen House of Lords.
Der Duke war seit 1685 verheiratet mit Mary Boyle († 1709), Tochter des Charles Boyle, 3. Viscount Dungarvan, mit der er folgende Kinder hatte:
- James Douglas, 3. Marquess of Queensberry (1697–1715) (geisteskrank)
- Charles Douglas, 3. Duke of Queensberry (1698–1778)
- Lord George Douglas (1701–1725)
- Lady Jane Douglas (1701–1729), ⚭ 1720 Francis Scott, 2. Duke of Buccleuch
- Lady Anne Douglas († 1741), ⚭ William Finch

Da sein ältester Sohn James geisteskrank war, erbte dieser 1711 lediglich den Titel Marquess of Queensberry, während die Dukewürden und alle anderen Titel an seinen zweitgeborenen Sohn Charles fielen. Als sein Sohn James schließlich 1715 starb, erhielt Charles auch den Marquesstitel.